# Жильцова, Раиса Евгеньевна
Раиса Евгеньевна Жильцова (29 июня 1928, Архангельская губерния — 23 января 2005, Архангельская область) — доярка племенного завода «Холмогорский» Холмогорского района Архангельской области.

## Биография
Родилась 29 июня 1928 года в селе Холмогоры Архангельской области в крестьянской семье. Русская. Семья была многодетная и девочка с ранних лет стала помогать родителям по хозяйству.
В 1939 году она в возрасте 15 лет пришла работать дояркой на ферму племенного хозяйства. С марта 1944 года трудилась в колхозе «Красный Октябрь», а с 1958 года — на ферме племенного завода «Холмогорский». Неоднократно была участницей Выставки достижений народного хозяйства СССР и за успехи в труде награждена большой Золотой и малой Серебряной медалями выставки.
В 1950—1960-е годы в племенном совхозе велась целенаправленная селекционная работа по улучшению качественных показателей холмогорской породы скота. В 1965 году по группе коров, которых обслуживала и обихаживала Р. Е. Жильцова, было надоено 134 тонны молока.
Указом Президиума Верховного Совета СССР от 22 марта 1966 года за достигнутые успехи в развитии животноводства, увеличении производства и заготовок мяса, молока, яиц, шерсти и другой продукции Жильцовой Раисе Евгеньевне присвоено звание Героя Социалистического Труда с вручением ордена Ленина и золотой медали «Серп и Молот».
Активно делилась своими трудовыми навыками и умениями. На её опыте обучались молодые животноводы района и области, приобретали знания студенты Холмогорского зоотехникума и Архангельского сельскохозяйственного техникума, проходившие практику в хозяйстве.
С 1994 года Р. Е. Жильцова — на пенсии.
Член КПСС с 1958 года. Делегат XXIII съезда КПСС.
Жила в селе Холмогоры. Скончалась 23 января 2005 года. Похоронена на кладбище села Холмогоры Холмогорского района Архангельской области.
Награждена 2 орденами Ленина, орденом Октябрьской Революции, медалями, в том числе «Ветеран труда», большой Золотой и малой Серебряной медалями ВДНХ СССР.
Почётный гражданин Холмогорского района.